# Roland Hennig
Roland Hennig (nascido em 19 de dezembro de 1967) é um ex-ciclista alemão que competiu no ciclismo nos Jogos Olímpicos de Verão de 1988 em Seoul, onde ganhou a medalha de prata na perseguição por equipes.